# Trésorier
Le trésorier d'une organisation (entreprise, association ou institution) est responsable de la constante liquidité de cette organisation, fonction qui peut être complétée par la gestion des relations avec les banques, ainsi que la gestion des placements et financements, voire des opérations de couverture de risques. Son activité est aussi appelée Treasury Management, Trésorerie ou Trésorerie d'entreprise.
C'est un poste plus fréquent dans les grands groupes que dans les PME, où la fonction de trésorerie peut appartenir au Directeur administratif et financier.
En France, il est souvent basé au niveau de la holding, généralement francilienne et anime une petite équipe.

## Missions
Les principales missions, sont :

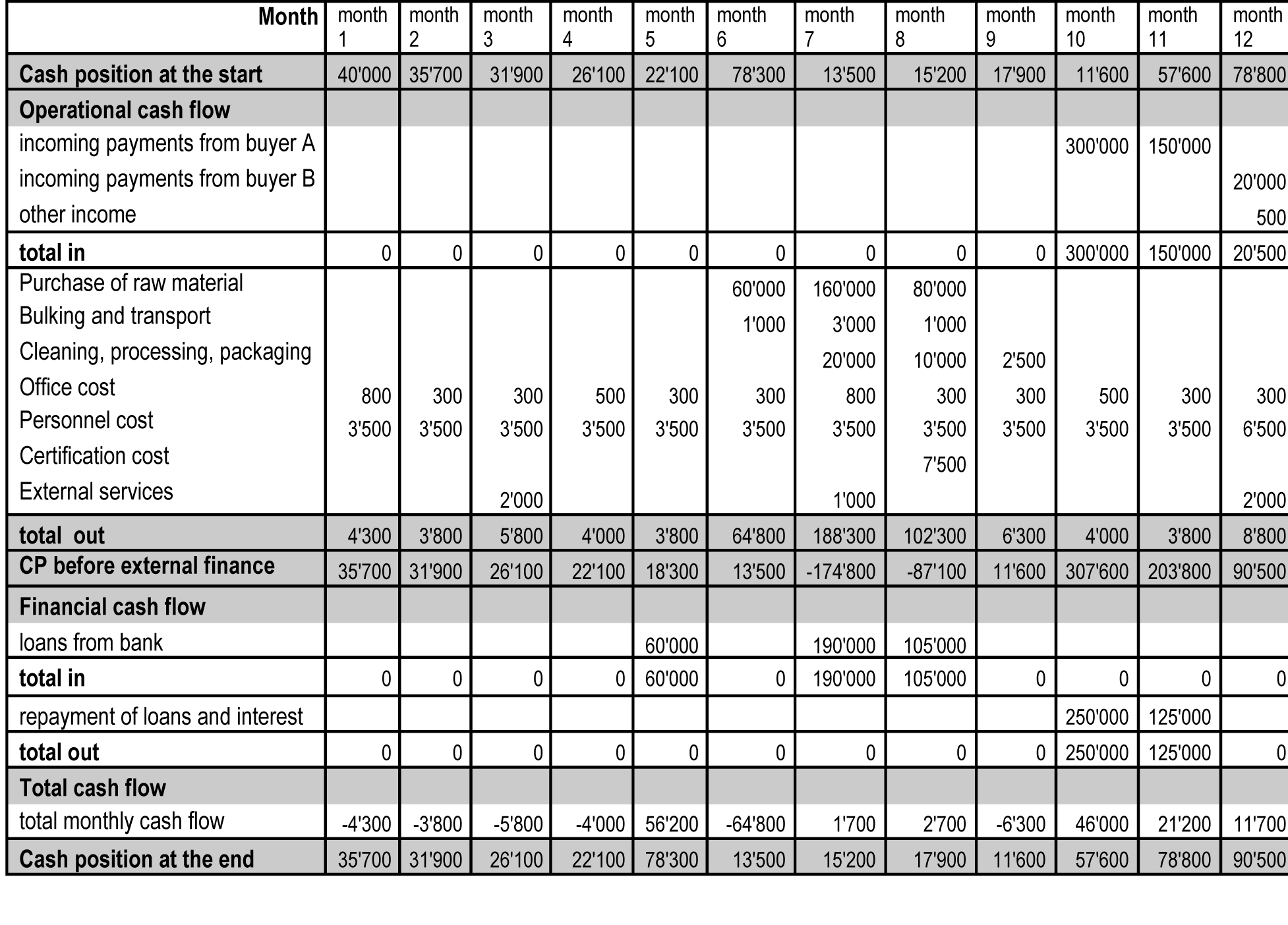
Budget de trésorerie.

- la gestion opérationnelle des positions de trésorerie au quotidien, en général par un logiciel de trésorerie spécialisé récupérant les informations de relevés de comptes bancaires ;
- les relations bancaires (négociations périodiques) ;
- la prévision budgétaire de trésorerie, et le suivi de sa réalisation ;
- participation à la stratégie financière (placements, portefeuille et emprunts) ;
- le suivi des ratios d'endettement, solvabilité, fonds de roulement, besoin en fonds de roulement, dégagement de liquidités.

## Évolution
On assiste depuis plusieurs années à une consolidation de la fonction dans les grands groupes, s'appuyant souvent sur la mise en place au niveau de la holding, de systèmes centralisés, informatisés et/ou bancaires (cash pooling) qui amène en retour la réduction relative des postes en filiales, qui, s'ils sont maintenus, sont le plus souvent limités à leur rôle opérationnel.
L'internationalisation de la trésorerie, notamment au niveau de grands groupes européens, se développe et a été encore accentuée par la récente mise en place du SEPA.
La concentration et la réduction du nombre de banques, la dématérialisation des moyens de paiement et la mise en place de la signature électronique, la constante mise en œuvre de normes nouvelles (Bâle III, SEPA, Ebics…) sont d'autres tendances lourdes.

## Formation
Le trésorier d'entreprise est en général de formation commerciale, grandes écoles ou universitaire.
Le trésorier est un acteur de l’optimisation des systèmes d’information car les outils spécialisés en trésorerie (ou FRP : Financial Resource Planning, par analogie avec l'ERP) sont de plus en plus interconnectés avec les services d'information télématique proposés par les partenaires bancaires (Protocoles Etebac et aujourd'hui Ebics, placements, cash pooling, affacturage, moyens de paiement électroniques etc.), mais aussi comptabilisés dans l'ERP de l'entreprise.

## Compétences
- Techniques de trésorerie
- Techniques en comptabilité / consolidation
- Techniques managériales
- Réglementation
- Bureautique (matériels, logiciels, Internet)
- Logiciels spécifiques
- Anglais
- Organisation et procédures internes

## Rémunération
2 900 € en début de carrière.